# Coltricia

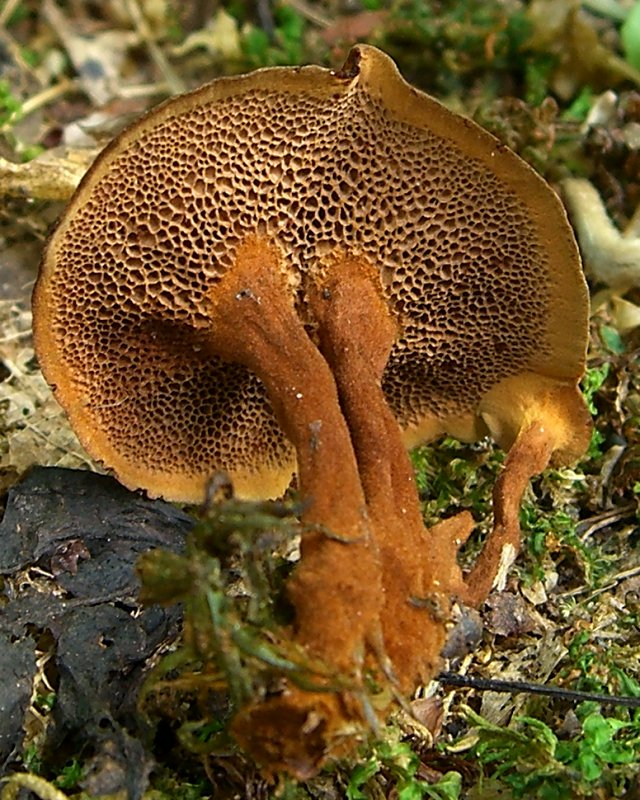
Stułka cynamonowa

Coltricia Gray (stułka) – rodzaj grzybów z rodziny szczeciniakowatych (Hymenochaetaceae). W Europie występują 3 gatunki.

## Charakterystyka
Grzyby kapeluszowe o lejkowatym owocniku i rurkowatym hymenoforze bez szczecinek. Wysyp zarodników w kolorze od żółtawego do brązowawego. Grzyby naziemne lub nadrzewne.

## Systematyka i nazewnictwo
Pozycja w klasyfikacji według Index Fungorum: Hymenochaetaceae, Hymenochaetales, Incertae sedis, Agaricomycetes, Agaricomycotina, Basidiomycota, Fungi.
Synonimy naukowe: Coltriciopsis Teixeira, Cycloporus Murrill, Pelloporus Quél., Polystictus Fr., Strilia Gray, Volvopolyporus Lloyd ex Sacc. & Trotter, in Saccardo, Xanthochrous Pat.
Polska nazwa pojawiła się w pracy Stanisława Domańskiego i in. w 1967 r., wcześniej w polskim piśmiennictwie mykologicznym rodzaj ten opisywany był jako huba, hubka, kieldet lub żagiew.
Niektóre gatunki:
- Coltricia bambusicola (Henn.) D.A. Reid 1975
- Coltricia barbata Ryvarden & de Meijer 2002
- Coltricia cinnamomea (Jacq.) Murrill 1904 – stułka cynamonowa
- Coltricia confluens P.-J. Keizer 1997 – stułka pozrastana[5]
- Coltricia duportii (Pat.) Ryvarden 1983
- Coltricia focicola (Berk. & M.A. Curtis) Murrill 1908
- Coltricia fragilissima (Mont.) Ryvarden 1982
- Coltricia hamata (Romell) Ryvarden 1974
- Coltricia montagnei (Fr.) Murrill 1920
- Coltricia perennis (L.) Murrill 1903 – stułka piaskowa
- Coltricia progressus Corner 1991
- Coltricia pusilla Imazeki & Kobayasi 1966
- Coltricia pyrophila (Wakef.) Ryvarden 1972
- Coltricia salpincta (Cooke) G. Cunn. 1948
- Coltricia strigosa G. Cunn. 1948
- Coltricia strigosipes Corner 1991
- Coltricia subfastosa Corner 1991
- Coltricia tomentosa (Fr.) Murrill 1904
- Coltricia tsugicola Y.C. Dai & B.K. Cui 2006
- Coltricia verrucata Aime, T.W. Henkel & Ryvarden 2003

Wykaz gatunków i nazwy naukowe na podstawie Index Fungorum. Obejmuje on tylko gatunki zweryfikowane o potwierdzonym statusie. Oprócz tych wyżej wymienionych na liście Index Fungorum znajdują się gatunki niezweryfikowane. Nazwy polskie według Władysława Wojewody i innych.